# Trimble (Tennessee)
Trimble è un comune degli Stati Uniti d'America, situato nello Stato del Tennessee, diviso tra la Contea di Dyer e la Contea di Obion.